# مورافنو (ماروآنتسترا)
مورافنو (مالاگاسی: kaominina) یک منطقهٔ مسکونی در ماداگاسکار است که در ماروآنت‌سترا واقع شده‌است.